# Джафар Джаббарлы (станция метро)
«Джафар Джаббарлы» (азерб. Cəfər Cabbarlı) — станция  второй (Зелёной) линии Бакинского метрополитена, расположенная на автономном участке  от станции «Шах Исмаил Хатаи» и до самой Джафар Джаббарлы, состоящем из двух этих станций. Станция названа в честь азербайджанского писателя Джафара Джаббарлы. Со станции «Джафар Джаббарлы» осуществляется пересадка на станцию «28 мая».

## Характеристика
27 октября 1993 году открыта западная половина станции и по второму пути перегона «Джафар Джаббарлы» — «Шах Исмаил Хатаи» был запущен поезд-челнок. В конце 2008 года была открыта восточная половина станции и по первому пути был запущен второй поезд-челнок, который на станции «Шах Исмаил Хатаи» использует только второй путь.
Станция имеет прямой подземный переход к станции «28 Мая», недалеко от которой она расположена. Также имеет собственный вход, связанный с множеством подземных коридоров и переходов.
В конце 2025 года планируется начать строительство тоннелей между станциями «Джафар Джаббарлы» и «Низами Гянджеви». После завершения строительства тоннелей, движение будет возможно по направлениям «Джафар Джаббарлы» — «Шах Исмаил Хатаи» и «Джафар Джаббарлы» — «Дарнагюль».